# Pedro Pablo Alayza Tijero
Pedro Pablo Alayza Tijero (Lima, 1958), historiador de arte y curador peruano. Es el actual director del Museo de Arte Contemporáneo de Lima.

## Biografía
Nacido en Lima, es hijo de Francisco Alayza Escardó y Mercedes Tijero Nuñez del Arco. Realizó estudios de Artes Plásticas en la Pontificia Universidad Católica del Perú y de Arqueología e Historia del Arte en la Universidad Libre de Bruselas, de la obtuvo el grado de licenciado.
Luego de ser investigador en el Instituto Nacional de Cultura, fue subdirector del Museo Nacional de Arqueología, Antropología e Historia del Perú (1992-1994) y director del Museo de Arte de Lima (1996-1999). Ha sido subdirector cultural del Instituto Cultural Peruano Norteamericano de 1999 al 2009. Es también profesor de la Escuela Profesional de Arte de la Facultad de Letras y Ciencias Humanas y de la Escuela de Postgrado de la Universidad Mayor de San Marcos.
En 2011, al iniciar su gestión Susana Villarán lo nombró gerente de Cultura de la Municipalidad Metropolitana de Lima, cargo que ocupó hasta 2014. Al año siguiente, fue nombrado director del Museo Pedro de Osma, puesto que ocupa actualmente.

## Publicaciones
- La generación del ochenta: los años de la violencia (junto a Alfonso Castrillón). 2004
- Estado, empresa y cultura. 2009
- La ilustración arqueológica de Pedro Rojas Ponce. 2010

1992	“Patrimonio Cultural”, en, Pachacámac, Vol 1 Nº 1, Lima 
1996	“Patrimonio Cultural. Eje del desarrollo turístico”, en: Debate, N° 90, Lima, set-oct 1996, Lima.
2005	“El contenido de los Museos: entre el incremento del conocimiento y la cultura del espectáculo”, en: Aprendiendo de Latinoamérica. El Museo como Protagonista. Editorial Trea, Gijón. 2007.
2008	“In Memoriam, Pedro Rojas Ponce (Jauja 1913.Lima 2008)” en Illapa, Año 5, Nº 5, diciembre de 2008, URP, Lima.
2009	“Estado, empresa y cultura” en Brasil Cultural. Lima. 
2010	“La ilustración arqueológica de Pedro Rojas Ponce”, ICPNA, Lima.
2010	“Elites y Cultura” en El Grito, Año 1, Nº1, Lima.	
2017	“Arte del Sur Andino, la nueva sala del Museo Pedro de Osma” en Illapa, Año 14, Nº 14, diciembre 2017, URP, Lima	
2020	“La arquitectura tiahuanaco y el quero challador: la mímesis con el entorno” en Illapa, Año 17, diciembre 2020, URP, Lima	